# Pseudanthias bimaculatus
Pseudanthias bimaculatus és una espècie de peix de la família dels serrànids i de l'ordre dels perciformes.

## Morfologia
Els mascles poden assolir 14 cm de longitud total.

## Hàbitat
És un peix marí de clima tropical i associat als esculls de corall que viu fins als 10-60 m de fondària, tot i que, normalment, ho fa entre 40-54.

## Distribució geogràfica
Es troba a l'Àfrica oriental, les Maldives i Indonèsia.